# Aram Margarian
Aram Margarian –en armenio, Արամ Մարգարյան– (Ereván, 27 de marzo de 1974) es un deportista armenio que compitió en lucha libre. Ganó una medalla de oro en el Campeonato Mundial de Lucha de 2002, en la categoría de 60 kg.

## Palmarés internacional
| Campeonato Mundial | Campeonato Mundial | Campeonato Mundial | Campeonato Mundial |
| Año                | Lugar              | Medalla            | Categoría          |
| ------------------ | ------------------ | ------------------ | ------------------ |
| 2002               | Teherán (Irán)     | Medalla de oro     | 60 kg              |